# Вулкански пепео
Вулкански пепео је фини прах сачињен од зрна мања од 2 милиметара, а пада на тло након избијања вулканске ерупције.

## Порекло и карактеристике
Вулкански пепео се јавља само код експлозивног типа ерупције. Настаје уз све већи притисак који се јавља док се стене и магма мењају у плин и фине честице. Ове честице експлозија баца у ваздух, које се потом хладе и онда их ветар разноси, те оне падају натраг на земљу у слојевима различитих дебљина (попут снега).
За разлику од пепела створеног сагоревањем органског материјала, вулкански пепео је тврд и абразиван, те се не раствара у води. Због свега тога више подсећа на песак него на пепео. Такав песак се временом трансформира у вулканокластичне стене познате као туф.

## Утицаји на људе и околину
Велике количине вулканског пепела се у атмосфери могу задржати дужи временски период, што може довести до наглог спуштања температуре ваздуха. Веће количине пепела могу уништити велика подручја обрадиве површине, а и прашина сама по себи је, такође, опасна за људе. Удисање прекомерне количине прашине може имати озбиљне последице, јер се она лепи за плућа, те у најгорем случају, може изазвати чак и смрт. Пепео је због ситних честица опасна за све врсте мотора с унутрашњим сагоревањем. Таквим моторима је потребно струјање ваздуха кроз филтер, а који се због вулканског пепела може блокирати.
С друге стране, вулкански пепео осим негативних може имати и позитивне ефекте. Тло које је у прошлости било изложено пепелу, врло је плодно и пуно корисних минерала. Због свега тога је пољопривреда обично врло развијена у вулкански активним деловима света.